# Felts Mills
Felts Mills är en census-designated place i Jefferson County i delstaten New York. Vid 2010 års folkräkning hade Felts Mills 372 invånare.